# 阿亞
阿亞 （‎ ʾāyatun，複數 ‎ ʾāyātun）是阿拉伯語单词，意為“跡象”或“奇蹟”，在伊斯兰教中指《古蘭經》裡6236節經文（如果計入太斯米的話是6348節）當中的任何一節。穆斯林認為《古蘭經》的每一節經文都是真主的跡象。 
《古蘭經》的經文在每一節終了時都標有數字，寫在一種特殊符號裡頭。這個符號是不僅表示每節經文的終了，也表示每章的尾聲。此符號的統一碼是U+06DD（۝）。